# Chicago Bulls 1992-1993
La stagione 1992-93 dei Chicago Bulls fu la 27ª nella NBA per la franchigia.
I Chicago Bulls vinsero la Central Division della Eastern Conference con un record di 57-25. Nei play-off vinsero il primo turno con gli Atlanta Hawks (3-0), la semifinale di conference con i Cleveland Cavaliers (4-0), la finale di conference con i New York Knicks (4-2), vincendo poi il titolo battendo nella finale NBA i Phoenix Suns (4-2).

## Classifica
| Squadra             | V  | P  | %    | GB |
| ------------------- | -- | -- | ---- | -- |
| Chicago Bulls C     | 57 | 25 | 69,5 | -  |
| Cleveland Cavaliers | 54 | 28 | 65,9 | 3  |
| Charlotte Hornets   | 44 | 38 | 53,7 | 13 |
| Atlanta Hawks       | 43 | 39 | 52,4 | 14 |
| Indiana Pacers      | 41 | 41 | 50,0 | 16 |
| Detroit Pistons     | 40 | 42 | 48,8 | 17 |
| Milwaukee Bucks     | 28 | 54 | 34,1 | 29 |

## Roster
| \| Pos. \| Num. \| Naz. \| Nome \| Altezza \| Peso \| Data nascita \| Provenienza \| \| ---- \| ---- \| ---- \| ------------------- \| ------- \| ------ \| ------------ \| ----------------- \| \| G \| 10 \| \| Armstrong, B.J. \| 188 cm \| 79 kg \| 09-09-1967 \| Iowa \| \| A \| 17 \| \| Blanton, Ricky \| 201 cm \| 98 kg \| 21-04-1966 \| LSU \| \| C \| 24 \| \| Cartwright, Bill \| 216 cm \| 111 kg \| 30-07-1957 \| San Francisco \| \| A \| 40 \| \| Courtney, Joe \| 203 cm \| 107 kg \| 17-10-1969 \| USM Golden Eagles \| \| G \| 3 \| \| English, Jo Jo \| 193 cm \| 88 kg \| 04-02-1970 \| South Carolina \| \| A/C \| 54 \| \| Grant, Horace \| 208 cm \| 98 kg \| 04-07-1965 \| Clemson \| \| G \| 23 \| \| Jordan, Michael (C) \| 198 cm \| 88 kg \| 17-02-1963 \| North Carolina \| \| A/C \| 21 \| \| King, Stacey \| 211 cm \| 104 kg \| 29-01-1967 \| Oklahoma \| \| G/AP \| 22 \| \| McCray, Rodney \| 201 cm \| 100 kg \| 29-08-1961 \| Louisville \| \| A \| 45 \| \| Nealy, Ed \| 201 cm \| 108 kg \| 19-02-1960 \| Kansas State \| \| G \| 5 \| \| Paxson, John \| 188 cm \| 84 kg \| 29-09-1960 \| Notre Dame \| \| C \| 32 \| \| Perdue, Will \| 213 cm \| 109 kg \| 29-08-1965 \| Vanderbilt \| \| G/AP \| 33 \| \| Pippen, Scottie \| 203 cm \| 95 kg \| 25-09-1965 \| Central Arkansas \| \| G \| 6 \| \| Tucker, Trent \| 196 cm \| 88 kg \| 20-12-1959 \| Minnesota \| \| G \| 20 \| \| Walker, Darrell \| 193 cm \| 82 kg \| 09-03-1961 \| Arkansas \| \| G \| 12 \| \| Williams, Corey \| 188 cm \| 86 kg \| 24-04-1970 \| Oklahoma State \| \| A/C \| 42 \| \| Williams, Scott \| 208 cm \| 104 kg \| 21-03-1968 \| North Carolina \| | Allenatore - Phil Jackson Assistente/i - Johnny Bach - Jim Cleamons - Tex Winter - Chip Schaefer - Al Vermeil - Erik Helland Legenda - (C) Capitano - (FA) Free agent - (S) Sospeso - (TW) Contratto Two-way - (GL) Assegnato a squadra G League affiliata - Infortunato Roster • Transazioni · Ultima transazione: 30 giugno 1993 |                        |                     |         |        |              |                   |
| Pos. | Num. | Naz.                   | Nome                | Altezza | Peso   | Data nascita | Provenienza       |
| G | 10 | Stati Uniti (bandiera) | Armstrong, B.J.     | 188 cm  | 79 kg  | 09-09-1967   | Iowa              |
| A | 17 | Stati Uniti (bandiera) | Blanton, Ricky      | 201 cm  | 98 kg  | 21-04-1966   | LSU               |
| C | 24 | Stati Uniti (bandiera) | Cartwright, Bill    | 216 cm  | 111 kg | 30-07-1957   | San Francisco     |
| A | 40 | Stati Uniti (bandiera) | Courtney, Joe       | 203 cm  | 107 kg | 17-10-1969   | USM Golden Eagles |
| G | 3 | Stati Uniti (bandiera) | English, Jo Jo      | 193 cm  | 88 kg  | 04-02-1970   | South Carolina    |
| A/C | 54 | Stati Uniti (bandiera) | Grant, Horace       | 208 cm  | 98 kg  | 04-07-1965   | Clemson           |
| G | 23 | Stati Uniti (bandiera) | Jordan, Michael (C) | 198 cm  | 88 kg  | 17-02-1963   | North Carolina    |
| A/C | 21 | Stati Uniti (bandiera) | King, Stacey        | 211 cm  | 104 kg | 29-01-1967   | Oklahoma          |
| G/AP | 22 | Stati Uniti (bandiera) | McCray, Rodney      | 201 cm  | 100 kg | 29-08-1961   | Louisville        |
| A | 45 | Stati Uniti (bandiera) | Nealy, Ed           | 201 cm  | 108 kg | 19-02-1960   | Kansas State      |
| G | 5 | Stati Uniti (bandiera) | Paxson, John        | 188 cm  | 84 kg  | 29-09-1960   | Notre Dame        |
| C | 32 | Stati Uniti (bandiera) | Perdue, Will        | 213 cm  | 109 kg | 29-08-1965   | Vanderbilt        |
| G/AP | 33 | Stati Uniti (bandiera) | Pippen, Scottie     | 203 cm  | 95 kg  | 25-09-1965   | Central Arkansas  |
| G | 6 | Stati Uniti (bandiera) | Tucker, Trent       | 196 cm  | 88 kg  | 20-12-1959   | Minnesota         |
| G | 20 | Stati Uniti (bandiera) | Walker, Darrell     | 193 cm  | 82 kg  | 09-03-1961   | Arkansas          |
| G | 12 | Stati Uniti (bandiera) | Williams, Corey     | 188 cm  | 86 kg  | 24-04-1970   | Oklahoma State    |
| A/C | 42 | Stati Uniti (bandiera) | Williams, Scott     | 208 cm  | 104 kg | 21-03-1968   | North Carolina    |

## Staff tecnico
- Allenatore: Phil Jackson
- Vice-allenatori: Johnny Bach, Jim Cleamons, Tex Winter
- Preparatore atletico: Chip Schaefer
- Preparatore fisico: Al Vermeil
- Assistente preparatore fisico: Erik Helland